# Joshua Dobbs
Robert Joshua Dobbs (Alpharetta, 26 gennaio 1995) è un giocatore di football americano statunitense che milita nel ruolo di quarterback per i New England Patriots della National Football League (NFL).

## Carriera

### Pittsburgh Steelers
Dobbs al college giocò a football a Tennessee. Fu scelto dai Pittsburgh Steelers nel corso del quinto giro (135º assoluto) del Draft NFL 2017 Dopo due partenze come titolare e quattro apparizioni in pre-stagione passò l'intera stagione da rookie dietro al titolare Ben Roethlisberger e alla sua riserva Landry Jones.
Dobbs debuttò nella stagione regolare NFL il 7 ottobre 2018 nella vittoria per 41–17 sugli Atlanta Falcons nella giocata finale della partita, inginocchiandosi per una perdita di 3 yard. Il 4 novembre nella vittoria per 23–16 sui Baltimore Ravens completò un passaggio da 22 yard per JuJu Smith-Schuster, dopo essere subentrato a Roethlisberger, infortunatosi nella giocata precedente. Nella settimana 14 contro gli Oakland Raiders, Dobbs subentrò ancora a Roethlisberger, che aveva subito un infortunio alle costole. Completò 4 passaggi su 9 per 24 yard e subì un intercetto nella sconfitta per 24–21.

### Jacksonville Jaguars
Il 9 settembre 2019 Dobbs fu scambiato con i Jacksonville Jaguars per una scelta del quinto giro del Draft NFL 2020. Dobbs fu scambiato dopo che Mason Rudolph divenne la prima riserva e il quarterback dei Jaguars Nick Foles si ruppe una clavicola nel primo turno.
Il 5 settembre 2020 Dobbs fu svincolato.

### Pittsburgh Steelers (2° periodo)
Il 6 settembre 2020 Dobbs rifirmò con i Pittsburgh Steelers. Il 19 aprile 2021 firmò un nuovo contratto annuale.
Il 31 agosto 2021 Dobbs fu inserito in lista infortunati.

### Cleveland Browns
Il 9 aprile 2022 Dobbs firmò un contratto annuale da un milione di dollari con i Cleveland Browns. Fu svincolato il 28 novembre 2022, dopo che Deshaun Watson ritornò dalla sua sospensione.

### Detroit Lions
Il 5 dicembre 2022 Dobbs firmò con la squadra di allenamento dei Detroit Lions.

### Tennessee Titans
Il 21 dicembre 2022 Dobbs firmò con i Tennessee Titans. Fu nominato titolare per la prima volta in carriera per la gara del penultimo turno contro i Dallas Cowboys in cui completò 20 passaggi su 39 per 232 yard, un touchdown e un intercetto nella sconfitta per 27-13.
Dobbs fu confermato titolare anche per la gara successiva contro i Jacksonville Jaguars.
Con la possibilità con una vittoria di qualificarsi ai playoff, Dobbs completò 20 passaggi su 29 con un touchdown e un intercetto, portando i Titans in vantaggio per larga parte della gara ma, a tre minuti dalla fine, subì un sack da Rayshawn Jenkins perdendo la palla che fu recuperata dagli avversari e portata in meta. I Titans uscirono sconfitti 16-20 e non si qualificarono per i playoff.

### Cleveland Browns (2° periodo)
Il 23 marzo 2023 Dobbs rifirmò per una seconda volta con i Cleveland Browns.

### Arizona Cardinals

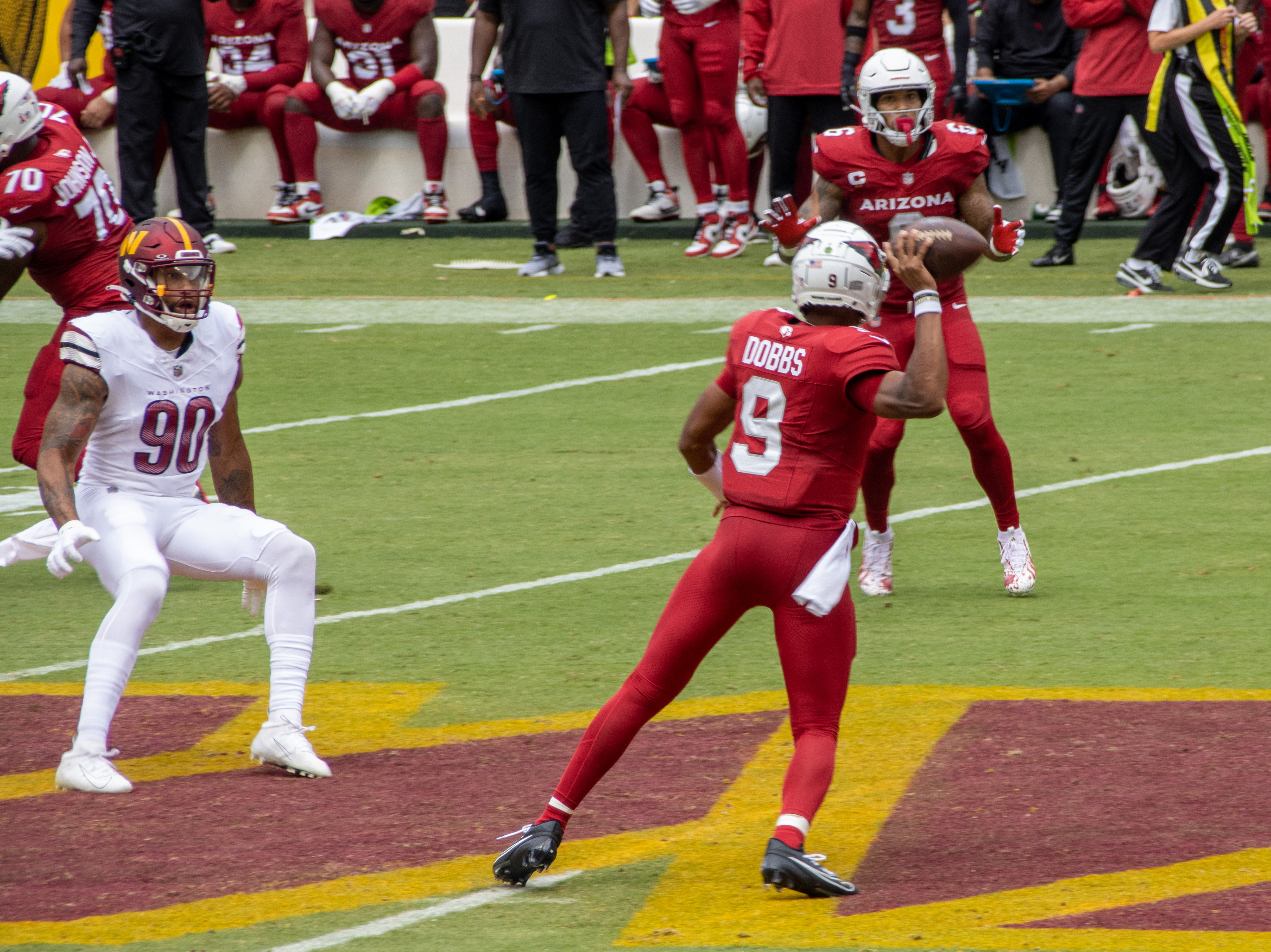
Dobbs (col n. 9) in azione con Arizona contro Washington nel 2023

Il 24 agosto 2023 Dobbs fu scambiato con gli Arizona Cardinals insieme ad una scelta al 7º giro del Draft NFL 2024, ricevendo in cambio i Browns una scelta al 5º giro del medesimo draft. Con il veterano Kyler Murray infortunato, fu nominato quarterback titolare per l'inizio della stagione regolare. Dopo avere perso le prime due partite in rimonta, gli sfavoriti Cardinals affrontarono i Dallas Cowboys, la squadra in quel momento con il miglior attacco e la miglior difesa della lega, battendoli per 28-16. Dobbs chiuse la partita con 189 yard passate, un touchdown e un passer rating di 120. Quella fu l'unica vittoria su otto partite come quarterback titolare dei Cardinals, che lasciò con un record di 1-7. Complessivamente passò 1.569 yard, 8 touchdown, 5 intercetti e segnò 3 touchdown su corsa.

### Minnesota Vikings
Il 31 ottobre 2023 Dobbs, assieme a una scelta del settimo giro, fu scambiato per una scelta del sesto giro con i Minnesota Vikings, alla ricerca di un quarterback dopo l'infortunio che pose fine alla stagione di Kirk Cousins. Dopo non essersi mai allenato con la prima squadra per tutta la sua prima settimana con il nuovo club, nel nono turno subentrò all'infortunato Jaren Hall completando 20 passaggi su 30 per 158 yard passate, 2 touchdown, 66 yard corse e un'altra marcatura su corsa, guidando i Vikings alla vittoria sugli Atlanta Falcons. Per questa prestazione fu premiato come miglior giocatore offensivo della NFC della settimana. Nel turno successivo partì come titolare passando 268 yard e un touchdown e corse 44 yard e un altro touchdown nella vittoria sui New Orleans Saints. Nel quattordicesimo turno fu sostituito nel secondo tempo da Nick Mullens per scelta tecnica mentre la gara contro i Raiders era ferma sullo 0-0. Alla fine Minnesota vinse per 3-0. Per la gara del turno successivo contro i Cincinnati Bengals Dobbs fu quindi retrocesso a riserva, con Mullens titolare.

### San Francisco 49ers
Il 19 marzo 2024 Dobbs firmò un contratto di un anno con i San Francisco 49ers. Giocò da titolare l'ultimo turno della stagione 2024, contro gli Arizona Cardinals, sostituendo Brock Purdy infortunato ad un gomito e con ormai i 49ers fuori dalla corsa ai play-off. In partita, chiusa con una sconfitta 24-47, Dobbs completò 29 dei 43 passaggi tentati, per 326 yard, due touchdown e due intercetti, portò inoltre la palla 8 volte per 17 yard, segnando un touchdown su corsa.

### New England Patriots
Il 18 marzo 2025 Dobbs firmò un contratto biennale da 8 milioni di dollari con i New England Patriots per fare fungere da riserva di Drake Maye.

## Palmarès
- Giocatore offensivo della NFC della settimana: 1

9ª del 2023